# Halvdäck
Halvdäck är däcket akter om stormasten på ett segelfartyg. Halvdäck avsåg ursprungligen ett däck som inte upptog fartygets fulla längd utan endast dess aktre del. I modern tid benämns den aktre delen av däcket på ett örlogsfartyg halvdäck, även om det vanligen inte är utformat såsom ursprungligen avsågs. På handelsfartyg kan detta ibland benämnas poopdäck.